# Мельник Петро Олександрович
Петро́ Олекса́ндрович Ме́льник — український військовослужбовець, капітан 1 рангу Державної прикордонної служби України, учасник російсько-української війни. Лицар ордена Богдана Хмельницького III ступеня (2023). Герой України (2024).

## Життєпис
Навесні 2022 року 23 загін морської охорони під командуванням капітана 2 рангу Петра Мельника виконував бойові завдання в Маріуполі в умовах відсутності стійкого зв'язку, під постійними ракетно-артилерійськими, ракетно-бомбовими ударами окупантів, на тлі гуманітарної катастрофи та в умовах фактичного оточення. У Маріупольському морському торговельному порту група прикордонників під його керівництвом відбила кілька наступів росіян. У середині квітня того ж року прикордонники передислокувалися на комбінат «Азовсталь». Брав участь в операціях з евакуації авіацією поранених українських військовослужбовців.

## Нагороди
- звання Герой України з врученням ордена «Золота Зірка» (23 лютого 2024) — за особисту мужність і героїзм, виявлені у захисті державного суверенітету та територіальної цілісності України, самовіддане служіння Українському народові[2];
- орден Богдана Хмельницького III ступеня (29 квітня 2022) — за вагомий особистий внесок у справу охорони державного кордону, мужність і самовідданість, виявлені у захисті державного суверенітету та територіальної цілісності України[3].